# Mission Bergamote

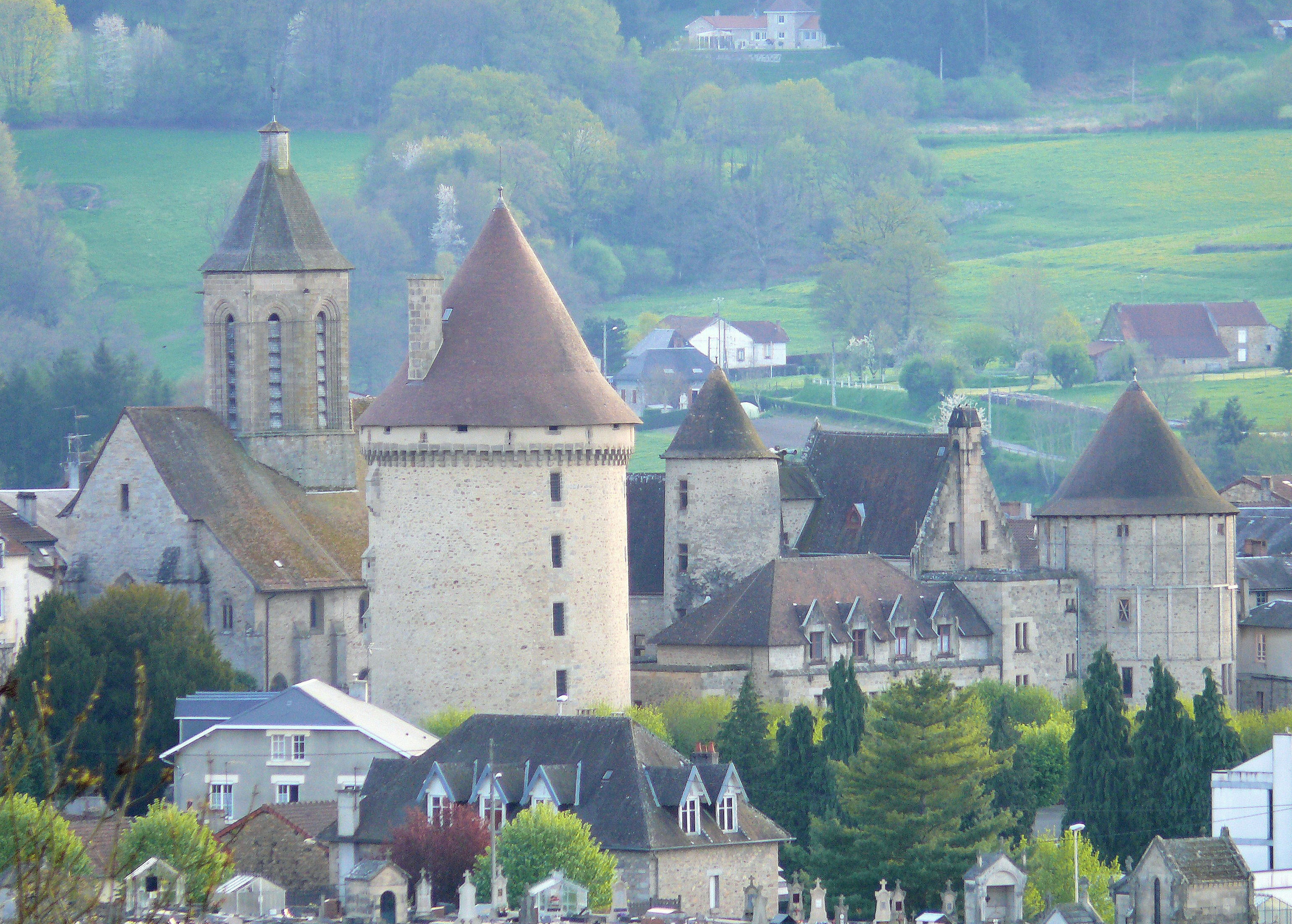
Vue générale de la ville de Bourganeuf avec la tour Zizim dans laquelle seront enfermés plusieurs centaines de résistants Creusois durant l'attaque de la Brigade Jesser de juillet 1944

La mission Bergamote  était une mission interalliée, dirigée par le commandant Jacques Robert-Rewez, envoyée en Creuse  occupée par l'État major FFI. Le premier groupe de cette mission est parachuté dans la nuit du 26 au 27 juin 1944 sur le terrain "Pension" à Nadapeyrat près de Bourganeuf (Creuse). La seconde partie est parachutée sur le même terrain le 1er juillet. Les membres de la mission retournent à Londres en septembre 1944.

## Composition
| Nom                                  | Pseudonyme | Grade      | Nationalité | Service | Fonction                            | Date de parachutage | Éléments biographiques |
| ------------------------------------ | ---------- | ---------- | ----------- | ------- | ----------------------------------- | ------------------- | --- |
| Jacques Robert-Rewez (1914-1998)     | Molécule   | Commandant | Français    | BCRA    | Chef de mission                     | 26 juin 1944        | « Fiche sur le site des services spéciaux »(Archive.org • Wikiwix • Archive.is • Google • Que faire ?) Notice biographique sur le site de l'Ordre de la Libération (avec photo) Dossier personnel Archives britanniques                                    |
| Jack Thomas Shannon (1917-?)         | Taux       | Major      | Américain   | OSS     | Adjoint chef de mission             | 26 juin 1944        | « Fiche sur le site des services spéciaux »(Archive.org • Wikiwix • Archive.is • Google • Que faire ?) Dossier personnel Archives américaines |
| David Gagliari (1923-1985)           | Blond      | Sergent    | Français    | BCRA    | Radio                               | 26 juin 1944        | Dossier personnel Archives britanniques |
| Jean Gorodiche (1903-?)              | Curviligne | Commandant | Français    | BCRA    | Médecin en mission auprès du DMR R5 | 26 juin 1944        | « Fiche sur le site des services spéciaux »(Archive.org • Wikiwix • Archive.is • Google • Que faire ?) Dossier personnel Archives britanniques Article évoquant (page 6) l'entrée en Résistance de Curviligne (Site de la maison de la Résistance d'Arles) |
| Vernon Elliot Blomfield (1905-1964)  | Densité    | Major      | Anglais     | SOE     | Adjoint chef de mission             | 1er juillet 1944    | Fiche sur le site familial (avec photo) « Fiche sur le site des services spéciaux (avec photos) »(Archive.org • Wikiwix • Archive.is • Google • Que faire ?) Dossier personnel Archives britanniques                                                       |
| John Francis Anning Forster (1911-?) | Equerre    | Major      | Australien  | SOE     | Médecin chirurgien                  | 1er juillet 1944    | Fiche sur le site des services spéciaux Dossier personnel Archives britanniques |
| Richard Langmaid (1916-1972)         | Visigoth   | Caporal    | Anglais     | SOE     | Radio                               | 1er juillet 1944    | « Fiche sur le site des services spéciaux »(Archive.org • Wikiwix • Archive.is • Google • Que faire ?) Dossier personnel Archives britanniques |

## Objectifs
L'ordre de mission de Bergamote est très dense. La Creuse se trouvant intégrée au dispositif de guérilla du Massif central, la mission est habilitée à intervenir sur les régions R5 (Limoges) et R6 (Clermont-Ferrand). La mission est placée sous l'autorité d'Eugène Déchelette, Délégué militaire régional pour la région R5. Elle doit prendre contact avec les différents responsables locaux pour coordonner leur action et ne doit pas se substituer à eux. Les objectifs sont les suivants :
- Organiser les maquis dans un périmètre dont les angles sont Aubusson, Bourganeuf, La Villedieu et La Courtine. Cette zone recouvre tout le grand tiers sud du département. Il est précisé que les maquis ne doivent pas dépasser 100 hommes pour ne pas attirer l'attention des autorités.
- Organiser l'exécution des plans de sabotage ou de harcèlement élaborés par le haut commandement. Ce point concerne essentiellement la mise en œuvre des sabotages des voies de communication, les liaisons électriques et les cantonnements ennemis.
- Protéger les installations qui revêtent une importance stratégique nationale. Ce sont les usines d'armement installés en Auvergne et le barrage hydroélectrique d'Éguzon au nord de la Creuse.
- Renseigner le haut commandement de la situation régionale. La mission doit mettre en place un réseau de renseignement susceptible d'informer sur le positionnement des unités ennemies et de leurs alliés.
- Armer et équiper les maquis. Pour ce faire la mission doit, d'une part, évaluer les besoins et les transmettre à Londres. Répertorier les terrains pouvant accueillir les parachutages ou les atterrissages d'avions d'autre part.
- Organiser un service de santé des maquis. Une dotation de matériel médical et chirurgical est octroyée à la mission.

## Historique

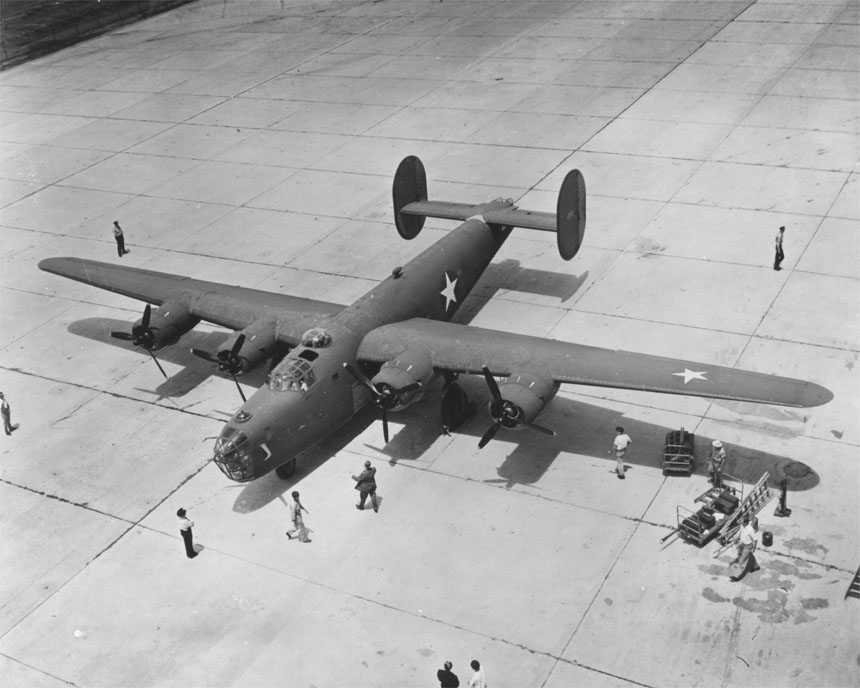
Avion B-24 identique à ceux utilisés pour le transport de la mission Bertgamote

La décision d'envoyer la mission Bergamote en Creuse est prise le 9 juin 1944  par le général Pierre Kœnig chef d'État major FFI. Un premier ordre de mission est établi le 22 juin. L'ordre définitif est établi le 25 juin. Le déroulement de la mission est décrit dans les différents rapport rédigés par les officiers la composants.
L'équipe est formée à l'initiative de Jacques Robert-Rewez et du major Blomfield début juin. Elle est confrontée à de multiples difficultés techniques et opérationnelles. La mise en place demande une grande persévérance de la part de ses initiateurs. Les renseignements fournis sur la situation de la région cible sont assez partiels. Les conditions météorologiques finissent de compliquer la tâche des organisateurs.
Finalement les hommes et leur matériel sont rassemblés le 26 juin pour le départ sur l'aérodrome d'Harrington (en) à l'est de Sheffield. Le groupe est constitué de 6 avions B-24 Liberator : deux pour le personnel, quatre pour le matériel. La mission est dotée de moyens importants :
- Un budget de 500 000 francs par officier et 50 000 francs par opérateur radio.
- 60 containers de matériel militaire et médical.
- Plusieurs postes émetteurs et codes pour communiquer de manière autonome.

Seuls cinq appareils peuvent décoller le 26 juin. Le dernier avion dans lequel étaient montés les membres britanniques de l'opération reste au sol en raison d'un incident technique. Les cinq premiers avions amènent leur chargement à destination. Vers 1h45 dans la nuit du 26 au 27 juin 1944, le délégué militaire régional Eugène Déchelette et le chef départemental FFI le lieutenant-colonel Albert Fossey-François sont présents sur le terrain "Pension" à Nadapeyrat près de Bourganeuf pour accueillir les premiers membres de la mission Bergamote. C'est dire l'importance accordée à l'arrivée de ce précieux renfort allié. Le groupe de libérateurs est accueilli dans la liesse par les résistants creusois qui voient le lien se tisser avec le mouvement général de reconquête de l'Europe.
En raison des mauvaises conditions climatiques, le second groupe de la mission doit attendre le 1er juillet avant de rejoindre la Creuse. Il est accueilli dans les mêmes conditions que le premier groupe. Le Major Blomfield, professionnel de la guerre clandestine, semble peut goûter ces transports d'allégresse.

### L'installation

Carte détaillée du département de la Creuse avec ses réseaux routier et hydrologique principaux

Dès leur arrivée, les membres de la mission sont conduits au PC départemental de Murat. Ils sont ensuite installés dans différentes familles du village du Puy (Commune de Vidaillat). Un hôpital de 35 lits est ouvert à Gioux, un village voisin. La venue de ce groupe de soldats alliés est un évènement considérable. De nombreuses cérémonies sont organisées, avec prises d'armes et démonstrations publiques. Une d'elles qui a lieu à Felletin marque particulièrement les nouveaux venus.
Globalement, la mission découvre une organisation beaucoup plus développée que prévu. Mais cette organisation est loin de correspondre aux normes de la lutte clandestine enseignées dans les écoles spéciales outre-Manche. La sécurité leur semble insuffisante. Il est vrai que l'encadrement s'est formé "sur le tas" dans le domaine de la lutte clandestine. Les moyens en armement et en moyens de communication leur paraissent insuffisants. De fait, les résistants Creusois ont bénéficié de très peu de livraisons avant juillet 1944. Le service de renseignement leur paraît également perfectible.
Ils portent des appréciations diverses sur les officiers de l'État major départemental. Robert et Shannon ont une opinion très favorable du lieutenant-colonel Albert Fossey alias François. Blomfield, bien que reconnaissant son courage, sa connaissance du terrain et sa persévérence, le juge négativement. Tout en reprenant la doctrine "pas de travail en commun, pas d'arme", ils considèrent tous le conflit latent entre AS et FTP préjudiciable à la lutte commune. Ils reconnaissent également les qualités du commandant Raymond Belmont alias Martin, chef militaire des FTP, qui ne tardera pas à intégrer à leur demande l'état major FFI.

### La guérilla

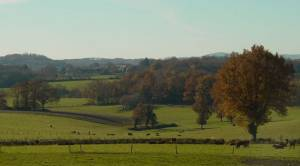
Paysage typique de la Creuse propice aux embuscades